# NHKいわき支局

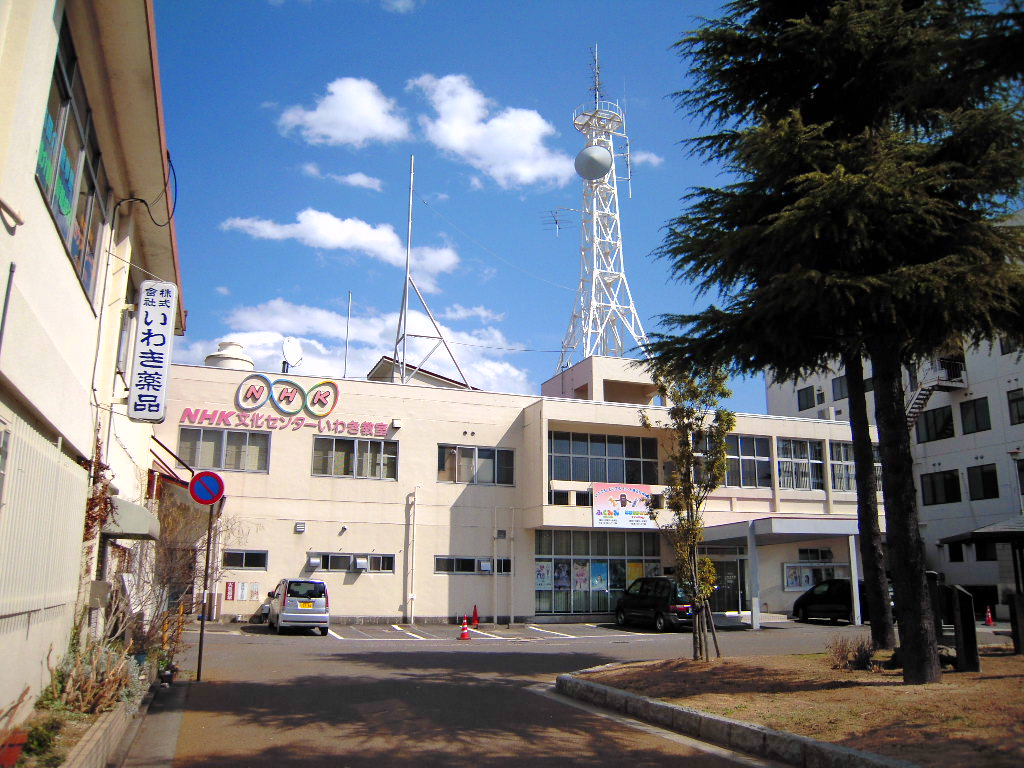
NHKいわき支局外観（2010年3月）

NHKいわき支局（エヌエイチケイいわきしきょく）は、福島県浜通り地域を管轄するNHK福島放送局の支局。

## 概要
1941年12月30日、仙台支部平臨時中継放送所として開局。郡山放送局を親局としながらも、不定期に短時間の対談番組などラジオのローカル放送を行っていた。
1963年2月1日、平放送会館（現在のいわき支局）運用開始とともに平放送局となり、石城郡、双葉郡、原町までを管轄し、テレビ、ラジオ共に基本は福島放送局の中継放送となっていたが、ラジオ第一放送のみ定時のニュース、気象通報、不定期の対談番組などを制作し放送していた。
運用開始時の平放送会館は、1階には主・副調整室、大小二つのラジオスタジオ、録音室、電源室、機械室（冷暖房設備、自家発電機）、2階には局長室、会議室、技術部、放送部、資料室（レコードや図書を格納）、厚生室（館内食堂）などがあった。延べ床面積1117平方メートル、職員60名で運用されていた。屋上には15メートルの鉄塔が備わっており、これは現在も変わらない。
テレビのローカル放送を行える設備は無く、支局格下げまで終始行われなかったが、主調整室は原町などの遠方のテレビ用電波の調整も行えるようになっていた。
カラーテレビ、FM放送が運用開始されれば建て増しする計画があり、マイクロ回線が引かれればテレビの中継放送も行えるようになっていたが、設備拡充が行われることは無かった。
放送会館落成記念として、同年2月17日にはNHKのど自慢全国コンクール福島県大会が磐城市民会館（現在の小名浜市民会館）で行われ、ラジオ第一放送で県内に放送された。2月25日には空と地上から立体的に取材し、石城地方の過去・現在・未来を紹介する「石城散歩」が総合テレビで放送された。また、2月27日には総合テレビのクイズ番組“それは私です”の公開生放送が磐城高校講堂で行われ、池部良など回答者らが来平し、NHK全国学校音楽コンクール器楽合奏の部全国一となった郡山市の金透小学校の指揮者、磐城絵のぼり作者、相馬野馬追の総大将が問題となった。
1966年10月1日、所在地の平市が14市町村対等合併によりいわき市になったのと合わせて、いわき放送局に改称。
1973年、第1次オイルショックを機にアナウンサーが引き揚げられ、いわき放送局で番組を制作することは無くなって全て福島放送局が担うようになり、1988年7月実施の機構改革により福島局の支局に格下げされた。
空いたラジオスタジオや事務室スペースを利用して、グループ企業であるNHKカルチャーの常設教室（NHK文化センターいわき教室）が開設されていたが、放送会館の老朽化により2021年3月末を以って閉鎖された。
支局の組織としては、放送部配下の「いわき報道室」、営業部配下の「いわき営業室」並びに企画総務や技術の担当部署からなる。ただし、営業に関しては福島局直轄ではなく、郡山支局の（郡山）営業室を間に挟む形となっていたが、2016年7月15日に、郡山営業分室の業務が終了し、福島局に業務集約された。

### 所在地
- 福島県いわき市平字小太郎町3-4

## チャンネル・周波数
以下「いわき中継局」のデータ。
テレビ（デジタル）
総合　16ch、教育　13ch
ラジオ
- 第1放送　1341kHz 1kW（以前はコールサイン「JOHQ」が付与されていたが1991年廃止）
- 第2放送　1539kHz 100W（以前はコールサイン「JOHZ」が付与されていたが1991年廃止）
- FM放送　86.1MHz（小名浜や勿来では夜間混信がありやや聞きづらい）

廃止された局
いずれも廃止（停波）は東日本大震災の影響により2012年3月31日23時59分。
- アナログ総合テレビ　4ch
- アナログ教育テレビ　10ch